# Ботанический сад (Ашхабад)
Ботанический сад Ашхабада был основан 1 октября 1929 года и является старейшим ботаническим садом в Туркменистане. Он охватывает территорию около 18 гектаров и содержит более чем 500 различных видов растений, происходящих из разных частей света. Сад разделён по климатическим зонам, каждая часть украшена скульптурами и беседками. В саду есть теплицы.

## Обзор
В 1892 году была организована Ашхабадская специализированная ботаническая станция. Затем на базе станции была образована Садовая школа, которая заложила основу для будущего сада.
Официальным основанием Ашхабадского ботанического сада считается 1 октября 1929 года, хотя флористические исследования на его территории проводились задолго до этой даты. После открытия начались работы по отбору и испытанию цветочно-декоративных и древесно-кустарниковых растений.
Первый участок, где были собраны самые декоративные растения природной флоры Туркменистана, был заложен в 1935 году. Ответственность первых учёных и исследователей легла на разработку планировки сада, насаждений растений, выявление первых научных площадей, оснащение теплиц.
С 1951 года он был включён в Академию наук Туркменской ССР.
В августе 2019 года Ботанический сад был передан в состав Туркменского аграрного университета, после чего был закрыт на реконструкцию. 18 мая 2020 года после реконструкции Ашхабадский ботанический сад при Туркменском сельскохозяйственном университете им. С. А. Ниязова вновь открылся для посетителей.

## Экспозиция сада
В саду собрана обширная ботаническая коллекция, представляющая широкий спектр всемирно известных видов мировой флоры. Все имеющиеся здесь растения были специально подобраны и распределены по регионам. Для каждого растения семена собирают ежегодно, а осенью сажают и сеют.
Растения в саду привезены из различных регионов, в частности Китай, Япония, Корея, Дальний Восток, Средиземноморье, Крым, Кавказ, Малая Азия, Северная Америка.